# Jardin écologique de Lille
Le Jardin écologique de Lille est situé sur les fortifications de Vauban entre Lille et Saint-André-lez-Lille et conserve un patrimoine historique, environnemental et culturel caractéristique. L'association Lisière(s) est gestionnaire du lieu depuis l'appel à projets de la Ville de Lille en 2015.
Sur la Plaine de la Poterne du Vieux-Lille, il s'agit d'une ancienne réserve naturelle volontaire de la région Nord-Pas-de-Calais. Elle était l'une des rares réserves françaises qui soit véritablement « urbaine ». Déclassée à la suite de la loi « Démocratie de proximité », elle a perdu son statut de réserve naturelle.

## Localisation
Le Jardin écologique de Lille  se présente sous la forme d'un espace boisé, clôturé. Il s'étend sur 2,5 ha, principalement sur l'ancien chemin couvert de l'ouvrage à cornes de Saint-André le long du canal de la Tortue et l'ouvrage à cornes lui-même à proximité des jardins familiaux. L'entrée se situe au bout de la rue du Guet, sur la plaine de la Poterne dans le Vieux-Lille. Le jardin est ouvert par les bénévoles de l'association Lisière(s) les dimanches après-midi.

### Communes concernées
- Ville de Lille (Lille métropole communauté urbaine)

## Histoire du site

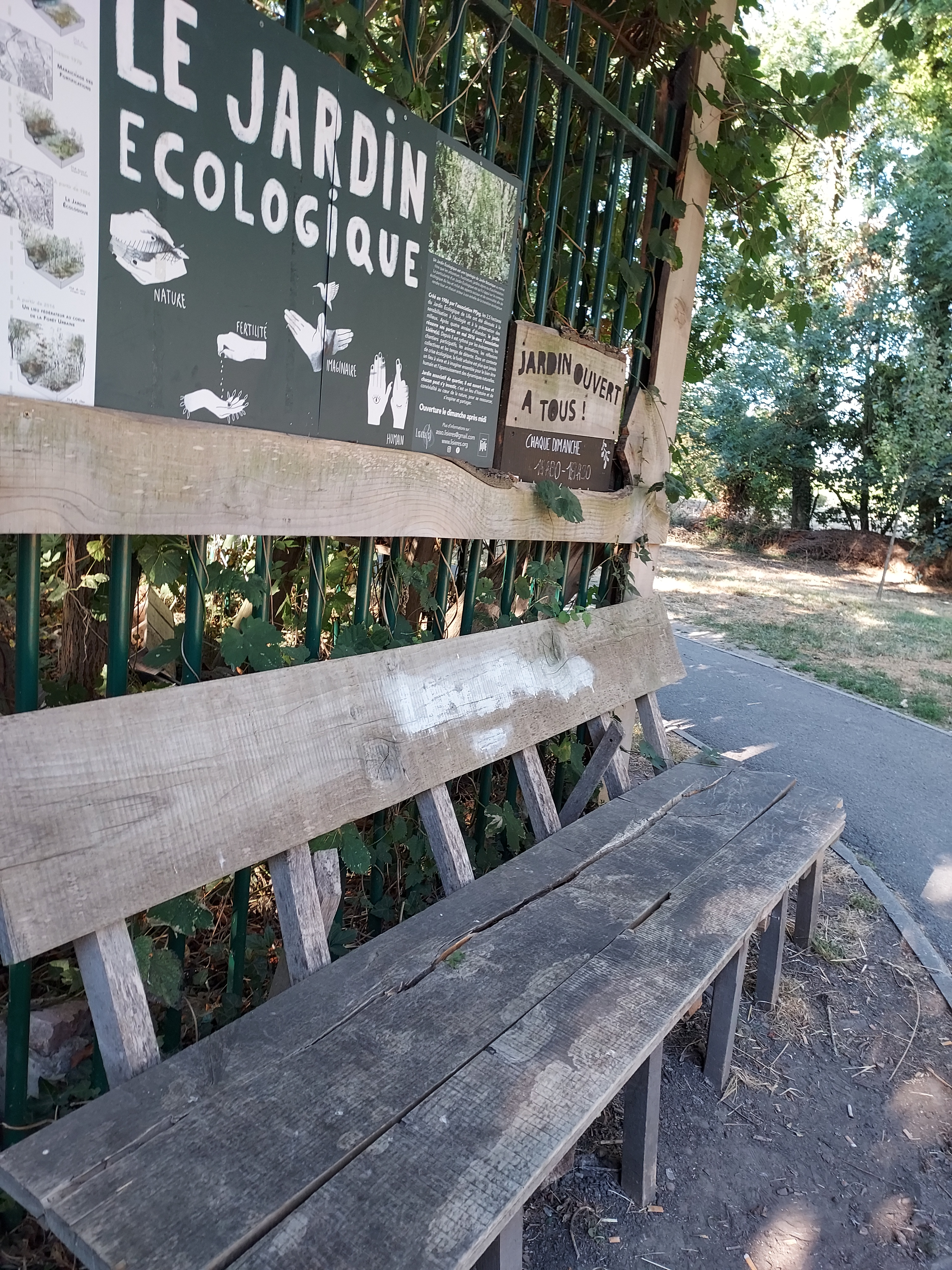
Entrée du jardin, avec un panneau informatif.

En 1985, un groupe d'habitants du Vieux-Lille, réunis autour d'Yves Delmaire lors de visites du quartier initiées par l'APU du Vieux-Lille, crée une association pour gérer cet espace délaissé sur les fortifications de Vauban. Sur la base d'un projet de gestion de ce lieu inspiré du Jardin Botanique de Colombes, il est lauréat d'un concours lancé par le ministère de l’Environnement sur la nature en ville. Le Jardin écologique de Lille est alors le premier jardin écologique de France. De 1985  à 2012  il est géré et animé par l'association La Promenade du Préfet, le jardin écologique et les grenouilles (PPJeG) qui se donne pour mission de faire découvrir la flore et la faune de proximité en milieu urbain. Le Jardin Écologique de Lille est conçu comme un espace convivial d’éducation à l’environnement. Les premières années, PPJeG nettoie le terrain, y trace deux sentiers, y creuse une mare avec l'aide de volontaires du National Trust britannique, et accueille le public le week-end.
En janvier 2001, le jardin est agréé comme réserve naturelle volontaire sous la dénomination Réserve naturelle volontaire urbaine du Vieux-Lille. Sa gestion est assurée par la commune de Lille avec le concours d'un comité de gestion qui comprend notamment un représentant de la maison de quartier du Vieux-Lille et un représentant de l'association PPJeG. Le classement prend fin avec la loi « Démocratie de proximité » qui indique : « le classement en RNR court jusqu'à l'échéance de l'agrément qui avait été initialement accordé à la réserve volontaire (article 6 décret no 2005-491) ».
En mai 2015, l'association Lisière(s) est créée par une dizaine de citoyens et d'architectes paysagistes. En juin 2015 Lisière(s) répond à l'appel à projets lancé par la Ville de Lille pour le Jardin Écologique, fermé depuis 2012. Lauréate de cet appel à projets, l'association rouvre les portes du Jardin Écologique le 22 mai 2016. En droite ligne de PPJeG, l'association Lisière(s) se donne pour mission de valoriser le patrimoine environnemental, historique et culturel du lieu.
L'aménagement de ce parc de 2,5 hectares est mené grâce à l'investissement de bénévoles de Lisière(s) développant une synergie citoyenne venant de tous horizons.
L'association Lisière(s) organise régulièrement des chantiers participatifs ouverts à tous dans le but de créer un lieu d'échange et de partage sur les questions d'environnement, d'écologie urbaine et d'aménagement urbain.

## Définition d'un jardin écologique
Un jardin écologique est une typologie de jardin botanique au même titre que les arboretum, fructicetum, jardin alpin, ou encore jardin d’acclimatation. Sa particularité est qu’il s’appuie sur le contexte écologique du lieu et inclut des aspects sociaux et de convivialité afin de rendre tout un chacun acteur à son échelle de la transition écologique et citoyenne.
Un jardin botanique est « une institution qui rassemble des collections documentées de végétaux vivants à des fins de recherche scientifique, de conservation, d'exposition et d'enseignement » (d'après Botanic Gardens Conservation International, BGCI).

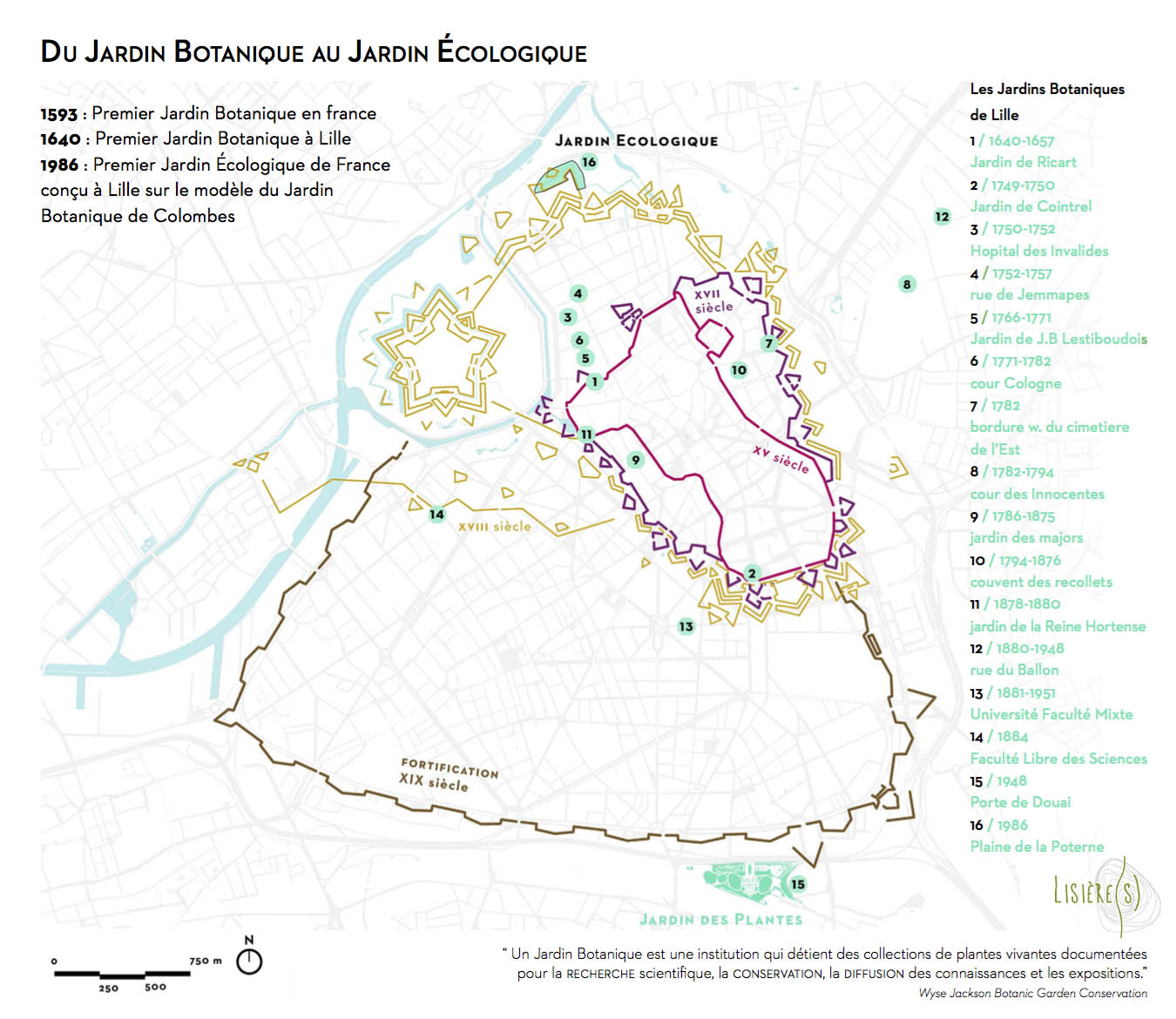
Historique de l'évolution des fortifications et des Jardins Botaniques à Lille.

## Patrimoine historique: fortifications de Vauban
Le Jardin écologique est situé sur les fortifications de Vauban dans la continuité de la Citadelle de Lille. Ses 2,5 hectares conservent un patrimoine lillois important inscrit sur la promenade des remparts. En effet, ses fortifications sont les ultimes témoins à Lille avec la citadelle. L'ouvrage à cornes Saint Ruth du jardin écologique offre aux promeneurs une dernière possibilité à Lille d'observer cette typologie d'ouvrage défensif : un bastion à orillons. Le jardin écologique situé sur la plaine de la Poterne indique également le caractère historique du lieu, puisque la poterne désigne une porte dérobée dans une muraille.
Le Jardin écologique de Lille conserve également une casemate, un abri de traverse de la guerre de 1870 et un blockhaus de la Seconde Guerre mondiale.
La Tortue, petite rivière au pied de l'escarpe, a également une fonction historique. Elle permettait d'assécher les marais de Lomme et de Santes, situés en amont de Lille. L'eau était ensuite stockée dans le Grand Carré de la Citadelle, pour permettre la mise en eau du front nord de la ville en cas de menace d'agression militaire. C'est ainsi qu'elle est surnommée à la suite du siège de Lille en 1708 : « la rivière à morts » (18 000 Autrichiens).
En 1975, la création du canal à grand gabarit vient couper le tracé de la Tortue. Passant en souterrain la Tortue se prolonge en direction du canal de la Basse Deûle via un siphon sous la Moyenne Deûle.

## Patrimoine culturel et intérêt touristique
Le Jardin écologique de Lille s'inscrit sur la promenade du Préfet (7 km). Cette séquence de la promenade des remparts (16 km) est celle qui se rapproche le plus, d’un point de vue historique et géographique, du tracé d’origine. Sous le Second Empire, à partir de 1862, le préfet Vallon aménage sur les glacis une promenade piéton doublée d’une piste pour cavaliers plus confortable que les pavés urbains. Reliant le parc Matisse à la citadelle, ce chemin suit le tracé des fortifications de Vauban et offre aux promeneurs la découverte d'une nature urbaine variée avec le Jardin des Géants, la plaine Winston Churchill, ou encore la plaine de la Poterne et son Jardin écologique.
L'association PPJeG était fortement mobilisée pour la préservation de cette promenade. L'association Lisière(s), désormais gestionnaire du Jardin écologique, est également engagée en ce sens en tant qu'association gérée par des citoyens responsables et attachés aux dynamiques du territoire.
Au printemps 2018, l'association Lisière(s) en partenariat avec l'association La Poterne a présenté au Jardin Écologique l’exposition : « Le Voyage imaginaire » de Jean Smilowski (1927-1989) en hommage à ce créateur autodidacte du quartier du Vieux-Lille ayant vécu plus de 40 ans tel un "robinson-artiste" au milieu de la nature et des jardins sauvages de la Poterne. 

## Patrimoine environnemental (biodiversité et intérêt écopaysager)
Le Jardin écologique de la plaine de la Poterne est riche de divers biotopes. Il permet notamment la conservation de point chaud de biodiversité à Lille : les milieux humides ainsi que la biodiversité des remparts.
Le Jardin écologique est un mélange de jardin et de forêt dans une zone de sous-bois humide et ombragé. Il présente une abondante flore sauvage. Elles sont réparties en plusieurs unités éco-paysagères distinctes : les espaces boisés, arbustifs, la butte de l'ancienne voie de chemin de fer qui menait aux abattoirs, les anciens remparts, le courtil aménagé par l’homme, la rivière de la Tortue, et enfin, la mare, aujourd'hui baptisée "mare Yves Delmaire" du nom de son initiateur. Une partie du site est en réserve intégrale, interdite d'accès.
L'association Lisière(s), gestionnaire du site, contribue à unr dynamique écologique et pédagogique au sein du Jardin en adoptant une gestion différenciée sur les 2,5 ha du site. Trois grands principes de l'écologie sont à l’œuvre :
- laisser la nature faire, en n’intervenant pas ;
- aider la nature, en favorisant le développement d’écosystèmes ;
- agir sur la nature, en important de la biodiversité[13].

Ces trois principes s'organisent dans le jardin suivant un plan défini dans le contrat de gestion avec la Ville de Lille. Ils permettent de développer une diversité de rapports à la Nature dans un but de conservation, de pédagogie, d'observation et de recherche.

### Flore

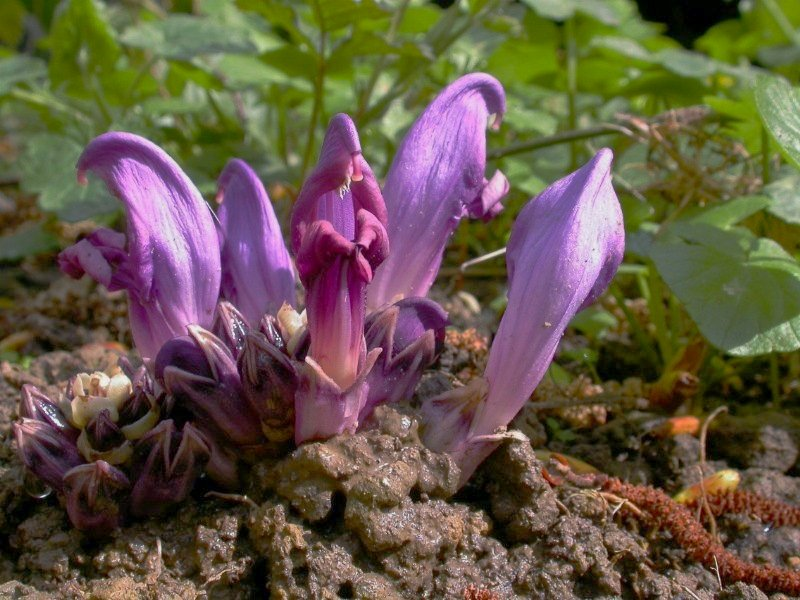
L'une des espèces remarquables du site est Lathraea clandestina

- Asplenium ruta-muraria
- Doradille noire
- Umbilicus rupestris
- Polypode vulgaire
- Prêles
- Scolopendre

### Faune

#### Mollusques
- Carychium
- Trichius
- Limnaea
- Lauriidé
- Vallonia costata
- Cepea nemoralis
- Arion orange

#### Insectes
- Hyménoptères
- Coléoptères
- Hétérocères
- Libellules
- Mécoptères (mouche scorpion
- Diptères
- Chrysopes
- Papillons
- Hémiptères
- Homoptères
- Trichoptères
- Phryganes

#### Araignées
- Larinioides sclopetarius (Araignée des ponts)
- Araneus quadratus
- Araniella cucurbitina (Araignée concombre)
- Araignée des murs et remparts
- Épeire diadème
- Argiope frelon
- Épeire des roseaux
- Épeire des fissures
- Méta d’automne
- Pseudo-scorpion
- Salticidae
- Tetragnathidae
- Zygiella x-notata

## Administration, plan de gestion, règlement..
Lauréat de l'appel à projet de la Ville de Lille de 2015, l'association Lisière(s) est gestionnaire du lieu. Le terrain appartenant à la ville, des Comités de Gestion des Jardins de la Poterne ont lieu plusieurs fois dans l'année.